# 日本の食文化の発祥地一覧
日本の食文化の発祥地一覧（にほんのしょくぶんかのはっしょうちいちらん）は、日本の食品および食に関わる施設の発祥地について記述する。
日本の農産物・畜産物・水産物についての詳細は日本の農業および漁業における発祥地の一覧を参照。
※印は、発祥地について多数あるもの

## 北海道地方
食品
- 根室市
  - エスカロップ
- 旭川市
  - 日本酒のアイスドーム絞り製法
- 網走市
  - テンサイの黒砂糖製造
- 石狩市
  - 缶詰製造（1877年10月10日） - 最初に製造したものは、鮭の缶詰
- 岩内郡岩内町
  - アワビの塩辛
- 興部町
  - 生キャラメル製造。
- 帯広市
  - ホワイトチョコレート製造 - 六花亭
- 釧路市阿寒町
  - エゾシカ肉製品の加工・販売
- 苫小牧市
  - スモークサーモン製造 - 王子サーモン（王子製紙グループ）
- 札幌市
  - 中央区
    - ハーブセイロ蒸し料理

  - 豊平区
    - 氷温熟成生ラーメン・乾燥ラーメン - 玄咲
    - 乳牛（ホルスタイン種）輸入による酪農 - 吉田善太郎・善助親子
    - 植物性乳酸菌使用のチーズケーキ製造

  - 手稲区
    - 塩チョコレート製造

  - 東区
    - ピュアブラン - ヨーグルトから誕生した食品素材
- 函館市
  - 天然氷製造 -（1869年）五稜郭氷として横浜への輸送販売を行った。
  - ワイン製造 -（1870年）開拓使が、旧ガルトネル租借地（七重開墾場）に幕末に植えられていたワイン用ぶどうを用いて製造
- 勇払郡早来町（現・安平町）
  - チーズ製造 -（雪印乳業、1933年）
- 余市郡余市町
  - モルトウイスキー「スーパーニッカ」蒸留 - ニッカウヰスキー

施設
- 札幌市
  - ビール工場 - サッポロビール
- 函館市
  - 西洋料理店 -（1859年）
  - 国際貿易港
- 富良野市
  - ワイン工房がある宿。オリジナルワイン作製

その他
- バーベキュー文化の研究普及団体 - 北海道BBQカレッジ
- 「北海道食の安全・安心条例」と「北海道遺伝子組換え作物の栽培等による交雑等の防止に関する条例」（GMO）- 罰則付きでGMOの商用・試験栽培を規制する条例

## 東北地方
食品
- 精米歩合1%の清酒 - 楯の川酒造『楯野川 光明[1]』 2017年

施設
- 24時間コンビニエンスストア - セブン-イレブン郡山虎丸店　1975年

## 関東地方
食品
- 牛乳 - 横浜の外国人が牛乳やバターの専門店を開く。（1860年）
- ※牛鍋 - 横浜で居酒屋を営んでいた「伊勢熊」（1862年）
- 佃煮 - 大野佐吉が鮒佐を創業し、当時、塩煮であった佃煮を種類ごとの素材に分け、当時高級であった醤油を初めて使用するという斬新な発想のもと現在の佃煮の原型を創り出した。（1862年）
- アイスクリーム - 「あいすくりん」（1869年）
  - 町田房蔵がアメリカに密航した後に帰国した出島松蔵から製法を教わり、横浜の馬車道通りに開いた「氷水屋」で製造・販売した。
- ビール - 明治2年、品川県知事であった古賀一平により、土佐藩主の山内豊信の下屋敷跡に日本初のビール工場を建設
  - この工場で作られたビールが日本初の国産ビールであったが、数年で廃業となる。現在、当時の製法を以って忠実に再現された復刻ビールが『品川縣麦酒』『品川縣ビール』の名称で東京都品川区の地ビールとして品川区内の指定された店舗にて発売されている。
- ソフトクリーム - 明治神宮で開かれた進駐軍主催のカーニバルの模擬店で、コーンスカップに盛って売られた。（1951年7月3日）
  - 7月3日はソフトクリームの日とされる。
- お子様ランチ - 日本橋三越で販売された「お子様洋食」（1930年）
- 冷凍食品 - ニチレイによる「冷凍イチゴ」（1930年）
- ナポリタン - 横浜市発祥
- けんちん汁 - 鎌倉市山ノ内の建長寺が発祥とされている。
- サンドイッチ弁当 - 駅弁に最初にサンドイッチを取り入れたのが鎌倉市大船の大船駅

施設
- 事業としてのビール醸造所 - ジャパン・ヨコハマ・ブルワリー（現・キリンビール、横浜市、1869年）
- 西洋料理店（レストラン） - 大野谷蔵が横浜末広町で「開陽亭」を開業（1869年8月）
- バー - 横浜ホテル中のプールバー（1860年2月24日）
- スーパーマーケット - 紀ノ国屋（東京・青山 1953年）
- ファミリーレストラン - 横浜市に1969年に開店したハングリータイガー

）
- ファーストフード店 - 東京都町田市に開店したドムドムハンバーガー（1970年2月

  - 当時米軍統治下の沖縄県には、それ以前から既にA&Wが存在していた。

## 中部地方
食品
- パン製造 - 静岡県伊豆の国市の江川邸[2][3]（1842年）
  - 長崎のパン職人を招いて製造した。
- ワイン醸造 - 山田宥教と詫間憲久が甲府にぶどう酒共同醸造場を設け、白ぶどう酒4石8斗（約900リットル）、赤ぶどう酒10石（約1800リットル）を生産した。（1874年）
- 国産紅茶 - 静岡市駿河区丸子　明治初期にこの地に茶畑を開拓
- インスタントラーメン - 松田食品（現・おやつカンパニー）の「味付中華めん」1955年
  - 商品として成功した初の例は日清食品チキンラーメン、1958年8月25日発売開始

施設

## 近畿地方
食品
- 清酒 - 奈良市
- ウイスキー（本格的なもの） - サントリーウイスキー白札   1929年発売
- うどん - 遣唐使が伝えた餺飥（はくたく）がうどんの原型とされ、奈良の春日大社で振る舞われた。永祚元年（989年）
- うどんすき - 「美々卯」（大阪）の主人・薩摩平太郎が1928年頃に考案した。
- エゴマ油 - 京都府乙訓郡大山崎町
- モルトウイスキー - サントリー蒸留所山崎工場にて製造
- オーガニック缶コーヒー - 株式会社GOの「LonCafe」（大阪市）2009年※世界初でもある。
- オムライス - 「パンヤの食堂（北極星）」の北橋茂男が1922年に考案（大阪市）
- 懐石 - 大阪堺。
  - 茶懐石、懐石料理、会席料理含む。
- 鰹節 - 1672年に、印南町の漁民二代目角屋勘太郎が製造法を考案
- カレー粉 - ハチ食品が「蜂カレー」を販売（大阪市）1905年
- 寒天 - 京都伏見の旅館『美濃屋』の主人・美濃太郎左衛門1685年
- きつねうどん - 「松葉屋本舗」（大阪市）1893年
- ※牛鍋 - 肉鍋専門店「関門月下亭」が開業（神戸市） 1869年
- 串カツ - 大阪新世界が発祥
- 国産ワイン - 「赤玉ポートワイン」を寿屋洋酒店（現・サントリー）が販売（大阪市）1907年
- 国産春雨 - 森井食品が昭和12年（1937年）に発売（奈良県桜井市）
- 酢 - 4世紀～5世紀ごろに、大阪堺あたりに伝来
- すき焼き - 「関門月下亭」が店頭で農具の鍬を鍋のかわりに使った肉料理を売り出す。（神戸市） 1873年
- しゃぶしゃぶ - 大阪のスエヒロが1952年に考案
- 醤油 - 紀州湯浅（和歌山県）「興国寺」1254年
- 素麺 - 奈良県桜井市 1300年ごろ
- 即席麺 - チキンラーメン（大阪府池田市）1958年
- 豆腐 - 遣唐使によって日本に伝えられたとされ、奈良春日大社の唐符が最初の記録とされる。寿永2年(1183年)
- とんかつソース（濃厚ウスターソース） - オリバーソース（神戸市） 1948年1月
- 菜種油 - 遠里小野が発祥（大阪市）
- 納豆 - 京都府
- ※肉じゃが - 舞鶴市
- 日本そば - 8世紀ごろに唐で修行した僧が持ち帰り伊吹山で栽培したとされる。滋賀県米原市
- はりはり鍋 - 「西玉水」（大阪市）1885年
- バレンタインチョコレート - 神戸モロゾフ製菓が発売した。　（1931年）
  - カタログに「ヴァレンタインの愛の贈り物は（中略）スヰートハート」と宣伝
- ブランド牛 - 近江牛が1687年に養生薬「反本丸（へんぽんがん）」として販売された。
- ぼたん鍋 - 兵庫県篠山町
- ホルモン料理 - 大阪
  - ホルモン焼き - 「北極星」（大阪市）1937年
- 饅頭 - 宋の時代に渡来した僧、林浄因が日本で初めて製造したとされる。奈良県
- 焼肉 - 食道園（大阪市）1946年
- 洋風ソース（ウスターソース）- 日の出ソース（現・阪神ソース）（神戸市）
  - 安井敬七郎がイギリスから持ち帰り、日本人向けに改良 1887年
- ラムネ - 明治初期に神戸旧居留地のシム商会が日本で初めて製造と販売を行なった。
- レトルト食品 - 大塚食品がボンカレーを販売（大阪市）1968年

施設
- うどん屋・そば屋 - 大阪城築城時の1584年に砂場に誕生「和泉屋」「津国屋」など
- 日本人による事業としてのビール醸造所 - 渋谷庄三郎の渋谷麦酒 （大阪市） 1872年
- 牛肉店 - 大井牛肉店 （神戸市） 1870年
- コーヒー店 - 神戸元町の「放香堂」1874年
- 公設市場 - 日用品供給場（大阪市）1918年
- 中央卸売市場 - 京都市中央卸売市場（京都市）　1927年
  - 食肉市場を開設した中央卸売市場は大阪市中央卸売市場　1958年
- 鉄板焼き - ステーキみその（神戸市）がすし屋を参考に開発 1945年
- 回転寿司店 - 大阪府布施市（現・東大阪市）に開店した元禄寿司 1958年
  - 白石義明が「コンベヤ旋廻食事台」として考案した。
- ビアガーデン - 大阪駅前第一生命ビル屋上（大阪市）1953年

その他
- 割り箸 - 南北朝時代、後醍醐天皇に杉箸を献上した。奈良県吉野郡下市町

## 中国地方
食品
- 缶コーヒー飲料 - 「ミラ・コーヒー」[4]（三浦コーヒー商会、1965年9月、※世界初でもある。）
  - 初めて全国で普及したのは、UCC上島珈琲（神戸市）の「UCCコーヒー」1969年5月
- ※肉じゃが - 呉市

施設

## 四国地方
食品
施設

## 九州地方
食品
- ビール醸造 - 出島のオランダ商館長ヘンドリック・ドゥーフにより長崎市で試飲会 1812年
  - 日本人によるビール醸造 - 蘭学者川本幸民により浅草の曹源寺で試飲会 1853年
- ふりかけ - 熊本県で薬剤師をしていた吉丸末吉が日本人のカルシウム不足を補うために「ご飯の友」を製造。日本初のふりかけの元祖と言われる[5]。ただし、全国ふりかけ協会は2022年に従来の「元祖」認定について取り消しをおこなっている[6]。

施設
- 24時間スーパーマーケット - 丸和（本社福岡県北九州市）小倉店 1979年
- クルマエビの養殖 - 1905年 (明治38年) に熊本県の上天草市維和島で、国内初となるクルマエビの養殖が始まった。

## 沖縄地方
食品
施設